# Spanish Fort
Spanish Fort is een plaats (city) in de Amerikaanse staat Alabama, en valt bestuurlijk gezien onder Baldwin County.

## Demografie
Bij de volkstelling in 2000 werd het aantal inwoners vastgesteld op 5423.
In 2006 is het aantal inwoners door het United States Census Bureau geschat op 5601, een stijging van 178 (3.3%).

## Geografie
Volgens het United States Census Bureau beslaat de plaats een oppervlakte van
28,8 km², waarvan 16,6 km² land en 12,2 km² water.

## Plaatsen in de nabije omgeving
De onderstaande figuur toont de plaatsen in een straal van 24 km rond Spanish Fort.